# Riboszomális RNS
A riboszomális RNS (más néven rRNS) a riboszómának nevezett, fehérjeszintézist végző sejtszervecskének a legjelentősebb alkotóeleme. Nem csak strukturális alkotórésze a riboszómának, de szerepe van a peptidkötés kialakulásában, valamint a kész peptidlánc riboszómán belüli mozgatásában is. Transzkripciója eukarióták esetén a sejtmagvacskában megy végbe.
Az rRNS a nemkódoló RNS-ek egyik típusa, amely a riboszómák fő komponense, ezért minden sejt működéséhez elengedhetetlen. Az rRNS egy ribozim, amely fehérjeszintézist végez a riboszómákban. A riboszomális RNS átírása riboszomális DNS-ből (rDNS) történik, majd riboszomális fehérjékhez csatlakozik, melyekből létrejön a riboszóma kis- és nagy alegysége. Az rRNS olyan fizikai és mechanikai tényező a riboszóma részeként, amely közreműködik a tRNS (transzfer RNS) és az mRNS (hírvivő RNS) feldolgozásában, transzlációjában, illetve az ezek alapján történő fehérjeszintetizálásban. A riboszomális RNS az RNS leggyakrabban előforduló formája a sejtekben; kb. a sejtben fellelhető ribonukleinsav-állomány 80%-át teszi ki annak ellenére, hogy maga az rRNS soha nem fordítódik le fehérjévé. A riboszómák hozzávetőlegesen 60% rRNS-ből és 40% riboszomális fehérjéből állnak (tömegük alapján).

## Fordítás
Ez a szócikk részben vagy egészben  a   Ribosomal RNA című angol Wikipédia-szócikk ezen változatának fordításán alapul.  Az eredeti cikk szerkesztőit annak laptörténete sorolja fel. Ez a jelzés csupán a megfogalmazás eredetét és a szerzői jogokat jelzi, nem szolgál a cikkben szereplő információk forrásmegjelöléseként.